# Javed Akhtar
Pour les articles homonymes, voir Akhtar.
Javed Akhtar (ourdou: جاوید اختر; hindi : जावेद अख़्तर), né le 7 janvier 1945 à Gwalior est un poète indien s'exprimant en hindi et en ourdou ; c'est aussi un scénariste qui a connu le succès dans les années 1970 et 1980 avec Salim Khan (père de Salman Khan) dans le duo de scénaristes Salim-Javed, et un parolier de musique de film de Bollywood.

## Biographie
Son père était Jan Nisar Akhtar, un scénariste de Bollywood et un poète en ourdou ; sa mère Safia Akhtar était chanteuse, enseignante et écrivain. Depuis sept générations sa famille compte des écrivains, dont son oncle le poète Majaz et son grand-père Muzter Khairabadi. Son frère Salman Akhtar est psychanalyste.
Il passa sa jeunesse à Lucknow puis Aligarh, et perdit tôt sa mère si bien qu'il vécut dans sa parenté. Après des études à Bhopal, il se rendit à Mumbai en 1964, où il commença à travailler dans le cinéma. Il écrit ses textes en ourdou puis son assistant les retranscrit en hindi ou en anglais. Des chanteurs tels Jagjit Singh et Nusrat Fateh Ali Khan ont interprété ses poèmes.
Il fut marié avec Honey Irani, une scénariste aussi fameuse, et il est le père des réalisateurs Farhan Akhtar avec qui il travaille souvent (Dil Chahta Hai, Lakshya, Rock On!!) et Zoya Akhtar. Il divorça et se remaria avec l'actrice Shabana Azmi, fille d'un autre grand poète en ourdou Kaifi Azmi.

## Récompenses
Il a reçu le Padma Shri du Gouvernement indien en 1999 et le Padma Bhushan en 2007.
Il a gagné les Filmfare Awards à 14 reprises :
- 7 fois pour le Best Script
- 7 fois pour le Best Lyrics : Ek Ladki Ko Dekha... (1942-A Love Story), Ghar Se Nikalte Hi... (Papa Kahte Hain), 'Sandese Aate Hain... (Border (en)), Panchhi Nadiyan Pawan Ke Jhonke... (Refugee), Radha Kaise Na Jale (Lagaan), Kal Ho Na Ho (New York Masala) et Tere Liye... (Veer-Zaara).

Il a gagné les National Film Awards à 5 reprises :
- 1996 Best Lyricist pour Saaz
- 1997 Best Lyricist pour Border (en).
- 1998 Best Lyricist pour Godmother.
- 2000 Best Lyricist pour Refugee
- 2001 Best Lyricist pour Lagaan.

Il a gagné les Screen Videocon Awards en 1995 et 1997.
Il a gagné les Zee Cine Awards Best Lyricist pour Border (en).

## Filmographie
Comme scénariste
- Andaz, 1971 (Salim-Javed}
- Seeta Aur Geeta, 1972 (Salim-Javed)
- Zanjeer, 1973 (Salim-Javed)
- Yaadon Ki Baaraat, 1973 (Salim-Javed)
- Haath Ki Safai, 1974 (Salim-Javed)
- Majboor, 1974 (Salim-Javed)
- Deewaar, 1975 (Salim-Javed)
- Aakhri Daao, 1975 (Salim-Javed)
- Sholay, 1975 (Salim-Javed)
- Immaan Dharam, 1977 (Salim-Javed)
- Chacha Bhatija, 1977 (Salim-Javed)
- Trishul (en), 1978 (Salim-Javed)
- Don, 1978 (Salim-Javed)
- Shakti, {Salim-Javed)
- Zamana (en), {Salim-Javed)
- Saagar
- Kranti, (Salim-Javed)
- Kaala Patthar, 1979 (Salim-Javed)
- Shaan, 1980 (Salim-Javed)
- Roop ki Rani, Choron ka Raja
- Prem, 1987
- Kabhi Na Kabhi, 1998
- Lagaan, 2001
- Lakshya, 2004
- Don : The Chase Begins Again (Javed Akhtar), 2006
- Jodhaa Akbar, 2008

Comme parolier
- Saagar
- 1942: A Love Story
- Dil Chahta Hai
- Saath-Saath
- Narsimha
- Mashaal
- Sailaab
- Mr. India
- Tezaab
- Hafta bandh
- Joshilay
- Arjun
- Roop Ki Rani Choron Ka Raja
- Yugandhar
- Jamai Raja
- Khel
- Gardish
- Silsila
- Papa Kehte Hain
- Border (en)
- Minsara Kanavu
- Virasat
- Mrityu Dand
- Dastak
- Sardari Begum
- Saaz
- Mil Gayee Manzil Mujhe
- Diljale
- Yes Boss
- Darmiyan
- Aur Pyar Ho Gaya
- Wajood
- Kabhi Na Kabhi
- Drohi
- Jeans
- Bada Din
- Duplicate
- Laawaris
- Godmother
- Baadshah
- Arjun Pandit
- 1947 Earth
- Dillagi
- Phir Bhi Dil Hai Hindustani
- Refugee
- Karobaar
- Hamara Dil Aapke Paas Hai
- Raja Ko Rani Se Pyaar Ho Gaya
- Champion
- Gang
- Pyaar Ki Dhun
- Zubeidaa
- Lagaan
- Abhay
- Moksha
- Agni Varsha
- Mere Yaar Ki Shaadi Hai
- Badhai Ho Badhai
- Ye Kya Ho Raha Hai
- Satta
- Love at Times Square
- The Hero (en)
- Armaan
- Chalte Chalte
- Kuch Naa Kaho
- New York Masala
- L.O.C. Kargil
- Tehzeeb
- Main Hoon Na
- Veer-Zaara
- Lakshya
- Charas
- Kyun...! Ho Gaya Na
- Dobara (film, 2004)
- Swades : Nous, le peuple
- Kisna: The Warrior Poet
- Bose: The Forgotten Hero
- Mangal Pandey: The Rising
- Dil Jo Bhi Kahey
- Kabhi Alvida Naa Kehna
- Don : The Chase Begins Again
- Namastey London
- Ta Ra Rum Pum
- Dhan Dhana Dhan Goal
- Welcome
- Om Shanti Om
- Jodhaa Akbar
- Rock On!!
- Kismat Talkies
- Umrao Jaan
- Strangers